# Groove High
Groove High (2011–2013) – francuski serial animowany, który swoją premierę w Polsce miał 25 czerwca 2012 roku na kanale teleTOON+. To muzyczny serial komediowy, który pierwszy raz został wyemitowany na Disney Channel w dniu 10 listopada 2012 roku. Serial został stworzony przez Frédéric Puech i Virgile Troullot. Spektakl ma 26 odcinków w pierwszym sezonie, a to mieszanka akcji i animacji. Kreskówkę wykonano w technice Adobe Flash.

## Opis fabuły
Głównymi bohaterami serialu jest dwójka przyjaciół – Tom i Zoe, którzy uczą się w Groove High – najlepszej w kraju, elitarnej szkole artystycznej.
Od momentu rozpoczęcia nauki próbują udowodnić sobie i całej reszcie świata, że wszystko co osiągnęli do tej pory zawdzięczają ciężkiej pracy. Dlatego też bardzo często z rozrzewnieniem wspominają stare, dobre szkolne czasy. Bohaterowie wspólnie będą przeżywać wzloty i upadki, stawiać czoła codziennym wyzwaniom, a ich przyjaźń niejednokrotnie zostanie wystawiona na próbę.

## Bohaterowie

### Groove High
- Tom Mason – Dąży do tego, by zostać gwiazdą rocka. Nie umie tańczyć. Jest zakochany w swojej najlepszej przyjaciółce – Zoe, ale nie ma odwagi powiedzieć jej tego wprost. To właśnie z tego powodu często prowadzi spory z Duke’em. Jest z nim spokrewniony, czego się dowiadujemy w odcinku „Mój kuzyn Tommy”, jest w 0,00001% Kincaid’em. W sztuce „Królewna Śnieżka” miał grać Mysz Polną 2, głównie dlatego, że w ostatnim czasie jadł dużo sera, jednak dzięki Bazowi został Księciem, no i w końcu skończył jako drzewo..

- Zoe Myer – Początkowo miała chodzić do Elitarnej, do klasy śpiewu, tak jak chciała jej matka, ale w końcu stwierdziła, że będzie robić to co ona chce. Ma świetny głos, ale każdemu mówi, że to nieprawda, gdyż mocno sprzeciwia się wszystkiemu co robi dla siebie i dla niej jej matka. Nigdy nie zwraca uwagi na zaloty Toma, głównie dlatego, że ona odwzajemnia jego uczucia. Ma zwierzątko – kameleona o imieniu Scoot, który często towarzyszy jej siedząc na ramieniu. W sztuce „Królewna Śnieżka” grała Śnieżkę.

- Victoria „Vic” Benson – Przyjaciółka Zoe. Oblała egzamin do Elitarnej. W Groove High dąży do tego, by zostać zawodową tancerką. W sztuce „Królewna Śnieżka” grała złą królową.

- Basile „Baz” Trobatori – Przyjaciel Toma. Jest aktorem, w przyszłości chce się tym zajmować zawodowo. Jego wielką miłością jest jedzenie, ale ukrywał przez pewien czas, że jest nią również Lena. W odcinku „Pan i pani Doubtfire” chcąc ją lepiej poznać przebrał się za dziewczynę – Jaz. Skończyło się to dobrze dla Baza, gdyż zyskał dziewczynę. W sztuce „Królewna Śnieżka” miał grać Przystojnego Księcia, ale udało mu się zostać kimś innym, zagrał rolę 8 Krasnoludka – Stevena, wojownika Kung Fu.

- Lex Turtletaub – Gamoniowaty geniusz komputerowy. Jest zakochany w Coco. Jest też bratem Sashy. W sztuce „Królewna Śnieżka” grał Magiczne Lustro.

- Sasha Turtletaub – Jest dyżurną. Nikt jej nie lubi, gdyż zawsze się czepia i wlepia kary o byle co. Dlatego też nie ma przyjaciół. Udaje miłą i sympatyczną osobę, dla tego kto ma forsę.

- Lena Michelle Fayot – Jest cyrkową gimnastyczką. Nie cierpi imprez. Od odcinka „Pan i pani Doubtfire” jest dziewczyną Baza.

### Akademia A-list(pl. E-lit)
Potocznie nazywana „Elitarną” przez uczniów Groove High
- Duke Kincaid – Wygląda na to, że ma taki sam cel jak Tom – chce zostać gwiazdą rocka, ale coś lipnie mu to wychodzi, dlatego często kradnie mu pomysły. Jego prapradziadek założył „Elitarną”. Jest zakochany w Zoe, bez wzajemności. Właśnie dlatego często rywalizuje z Tomem. Przyjaźni się z Coco, chociaż traktuje ją bardziej jako służącą. Publicznie gdyby ktoś zapytał to „on jej nie zna”. W sztuce „Królewna Śnieżka” był dublerem Przystojnego Księcia.

- Coco Clarington – Jest przyjaciółką Duke’a w charakterze służącej. Tak naprawdę ma na imię Miriam, ale Duke zmienił jej imię. Zawsze myśli pozytywnie. Jest zakochana w Lexie. W sztuce „Królewna Śnieżka” grała Myśliwego.

### Inni
- Mama Zoe – Jest sławną i bogatą śpiewaczką operową. Nigdy nie miała czasu dla Zoe. Co tydzień przysyła jej kieszonkowe w formie dużej sumy pieniężnej, którą Zoe zawsze odsyła. Myśli że jej córka w Groove High uczy się śpiewu.

- dyr. Iris Berence – Jest dyrektorem Groove High. Jest samotna, co roku organizuje przyjęcie urodzinowe na które zaprasza uczniów, bo inaczej „znów obchodziła, by je tylko z psem”.

- Kan – jeden z najlepszych nauczycieli w Groove High. Bardzo spokojny. Groove High to jego całe życie, bardzo przeżywał kiedy został zwolniony.

- Tominkton Williams – nowy uczeń, gra na banjo, ma w zwyczaju mówić „Psia kość”. Był zazdrosny o popularność Toma, a dobroduszny Tom był na tyle miły, że stworzył „złego klona”.

- Carla – największa (psycho)fanka Toma, jednakże w końcu się odczepiła od Toma, by zostać fanką Baza.

- Max „Topór” Shreder – idol Toma. Był jednym z najlepszym gitarzystów w dziejach. Posiadał sześć palców u ręki. Pewnego dnia w samym środku solówki przerwał grę, wyszedł i już nikt go więcej nie widział. Po tylu latach odnalazł go Tom w roli szkolnego ogrodnika, Max zostawił karierę dla Lilii – rośliny.

- prof. Helga von Strashburger – profesor i mentorka studia aktorskiego, bardzo nerwowa. Pojawiła się w odcinku „Długo i szczęśliwie”, reżyserowała musical Królewna Śnieżka, role przydzieliła zgodnie z prawdziwymi cechami charakteru uczniów.

- Snearly Cruell – nieprzekupny, surowy sędzia, którego wszyscy „kochają nienawidzić”

## Wersja polska
Wersja polska: na zlecenie teleTOON+ – Studio Publishing
Dialogi:
- Katarzyna Michalska (tłumacz) (odc. 1-3, 5-12, 14),
- Małgorzata Kochańska (odc. 4, 13, 15-26)

Reżyseria: Dorota Kawęcka
Dźwięk i montaż: Jacek Kacperek
Kierownictwo produkcji: Aneta Staniszewska
W wersji polskiej udział wzięli:
- Modest Ruciński – Tom
- Agnieszka Fajlhauer – Zoe
- Rafał Fudalej – Duke
- Magdalena Krylik –
  - Vic,
  - mama Zoey (odc. 26)
- Michał Podsiadło – Baz
- Mateusz Lewandowski – Lex
- Katarzyna Łaska – Coco
- Monika Wierzbicka – Lena
- Monika Węgiel – Sasza
- Tomasz Błasiak
- Grzegorz Falkowski – Kan

oraz:
- Joanna Węgrzynowska – Nadjenka Czernikowa-Woskowicz (odc. 17)
- Janusz Wituch – ojciec Duke’a (odc. 18)
- Andrzej Chudy – kucharz (odc. 26)
- Cezary Kwieciński

i inni
Teksty piosenek: Marta Kacperek
Śpiewali:
- Agnieszka Fajlhauer i Modest Ruciński (odc. 1-26),
- Magdalena Krylik (odc. 24)

Lektor: Maciej Gudowski

## Spis odcinków
| Premiera odcinka | Nr | Polski tytuł                    | Angielski tytuł               |
| ---------------- | -- | ------------------------------- | ----------------------------- |
|                  |    |                                 |                               |
| SERIA PIERWSZA   |    |                                 |                               |
|                  |    |                                 |                               |
| 25.06.2012       | 01 | Ostatnie tango w pobliżu        | Last Tango in A-List          |
|                  |    |                                 |                               |
| 26.06.2012       | 02 | Wtyczka                         | The Inside Man                |
|                  |    |                                 |                               |
| 27.06.2012       | 03 | Musi to mieć                    | He’s Gotta Have It            |
|                  |    |                                 |                               |
| 04.09.2012       | 04 | Chłopiec w plastikowej bańce    | The Boy in the Plastic Bubble |
|                  |    |                                 |                               |
| 28.06.2012       | 05 | Fanka                           | The Fan                       |
|                  |    |                                 |                               |
| 06.07.2012       | 06 | Nie tylko muzyka                | Not Quite the Sound of Music  |
|                  |    |                                 |                               |
| 02.07.2012       | 07 | Rywal                           | Single, White Guitarist       |
|                  |    |                                 |                               |
| 02.07.2012       | 08 | Szkoła na żywo                  | Reality Bites                 |
|                  |    |                                 |                               |
| 03.07.2012       | 09 | Wybory                          | Zoe Dynamite                  |
|                  |    |                                 |                               |
| 03.07.2012       | 10 | Konkurs muzyczny                | A Little Fight Music          |
|                  |    |                                 |                               |
| 13.07.2012       | 11 | Mistrz patelni                  | Big Night at Groove High      |
|                  |    |                                 |                               |
| 14.07.2012       | 12 | Rusty ma to coś                 | There’s Something About Rusty |
|                  |    |                                 |                               |
| 14.07.2012       | 13 | Strach w operze                 | A Fright at the Opera         |
|                  |    |                                 |                               |
| 15.07.2012       | 14 | Lekcja tańca                    | Slightly Ballroom             |
|                  |    |                                 |                               |
| 16.07.2012       | 15 | Pan i pani Doubtfire            | Mr and Mrs Doubtfire          |
|                  |    |                                 |                               |
| 08.08.2012       | 16 | Tajemniczy ogrodnik             | The Secret Gardener           |
|                  |    |                                 |                               |
| brak danych      | 17 | Nieoczekiwana zmiana miejscówek | Trading Places                |
|                  |    |                                 |                               |
| brak danych      | 18 | Kłamstwo, które mnie kochało    | The Lie Who Loved Me          |
|                  |    |                                 |                               |
| 17.09.2012       | 19 | Szalony kapelusznik             | Hatman Begins                 |
|                  |    |                                 |                               |
| 05.10.2012       | 20 | Długo i szczęśliwie             | Groovily Ever After           |
|                  |    |                                 |                               |
| brak danych      | 21 | Szkoła blokad                   | School of Lock                |
|                  |    |                                 |                               |
| 06.10.2012       | 22 | Mój kuzyn Tommy                 | My Cousin Tommy               |
|                  |    |                                 |                               |
| 25.10.2012       | 23 | Tekst, kłamstwa i gry wideo     | Text, Lies and Video Games    |
|                  |    |                                 |                               |
| 09.12.2012       | 24 | Więcej czadu                    | Jump Up the Volume            |
|                  |    |                                 |                               |
| 10.12.2012       | 25 | Niezła historia wigilijna       | A Christmess Carol            |
|                  |    |                                 |                               |
| 11.12.2012       | 26 | Duet jak należy                 | Duet the Right Thing          |
|                  |    |                                 |                               |

## Nadawanie
Oprócz Wielkiej Brytanii, inne międzynarodowe kanały Disney wyemituje serię w całej Europie, a także w Australii i Nowej Zelandii. W Holandii, Belgii, Niemczech, jest emitowany na Nickelodeon.